# Шанхайская экспедиционная армия (Япония)
Шанхайская экспедиционная армия (яп. 上海派遣軍 Сянхай хакэн-гун) — группировка японских войск, участвовавшая в боях в районе Шанхая в 1930-х годах.

## История
В первый раз экспедиционная армия для отправки в Шанхай была сформирована 25 февраля 1932 года в качестве подкреплений для войск, вовлечённых в первое сражение за Шанхай. Она была расформирована в июне 1932 года по завершении инцидента.
Во второй раз экспедиционная армия была организована 15 августа 1937 года, по мере эскалации боевых действий между Китайской республикой и Японской империей. Войска экспедиционной армии выиграли сражение за Шанхай, после чего продвинулись вглубь материка, приняв участие в Битве за Нанкин и последовавшей вслед за ней «нанкинской резне».
Экспедиционная армия была расформирована 1 февраля 1938 года, её войска вошли в состав Центрально-Китайского фронта.

## Список командного состава

### Командующие
|   | Имя                             | С               | По              |
| - | ------------------------------- | --------------- | --------------- |
| 1 | Генерал Ёсинори Сиракава        | 25 февраля 1932 | 29 апреля 1932  |
| X | Расформирована                  |                 |                 |
| 2 | Генерал Иванэ Мацуи             | 15 августа 1937 | 2 декабря 1937  |
| 3 | Генерал-лейтенант принц Ясухико | 2 декабря 1937  | 14 февраля 1938 |

### Начальникиштаба
|   | Имя                                | С               | По              |
| - | ---------------------------------- | --------------- | --------------- |
| 1 | Генерал-лейтенант Канъитиро Тасиро | 25 февраля 1932 | 29 апреля 1932  |
| X | Расформирована                     |                 |                 |
| 2 | Генерал-лейтенант Мамору Иинума    | 15 августа 1937 | 14 февраля 1938 |